# I diavoli (dramma)
I diavoli (The Devils) è un'opera teatrale del drammaturgo britannico John Whiting, commissionata dalla Royal Shakespeare Company e portata al debutto a Londra nel 1961. Il dramma, tratto dal romanzo storico di Aldous Huxley I diavoli di Loudun, racconta i fatti legati alla presunta possessione demoniaca di massa avvenuta a Loudun nel 1634.

## Trama
Atto I
Nella città di Loudun circolano pareri discordanti su padre Grandier, il carismatico canonico della chiesa di San Pietro: per alcuni è un predicatore appassionato, per altri un libertino impenitente. C'è del vero in entrambe le idee, dato che Grandier non è mosso solo da un sincero spirito religioso, ma anche da un grande amore per le donne, che lo porta ad infrangere il suo voto con diverse donne, come la vedova Ninon e la giovane Philippe, a cui dà lezioni private di latino. Dopo la morte dell'anziano padre spirituale del convento locale delle Orsoline la superiora, suor Jeanne degli Angeli, una donna triste e deforme, ha sentito voci sulla bellezza di padre Grandier e, spinta da curiosità e desiderio frustrato, scrive all'uomo per chiedergli di diventare il loro nuovo padre spirituale. 
Il cardinale de Richelieu, intanto, interferisce con la vita politica della città di Loudun, di cui esige l'abbattimento delle mura per rafforzare il potere centrale della monarchia francese, ma mascherando la richiesta con scuse pretestuose sul rischio di rivolte protestanti. Il governatore Jeanne d'Armagnac rifiuta di ottemperare la richiesta, sostenuto da padre Grandier, che si offre di fare tutto in suo potere per aiutarlo nella causa. Il farmacista Adam e il chirurgo Mannoury, ostili a Grandier, si sono intanto lamentati con il vescovo di Poitiers riguardo al canonico e monsignor De La Rochepozay, seppur infastidito per l'interferenza dei cittadini con i fatti della Chiesa, condivide un certo fastidio per Grandier. Suor Jeanne, intanto, ha ricevuto una risposta negativa da Grandier e per ripicca riferisce al nuovo padre spirituale di avere avuto dei sogni o apparizioni demoniache che coinvolgevano il canonico. Il prete porta da lei il farmacista, il chirurgo e padre Barre per investigare sulla possibile possessione e suor Jeanne crolla in ginocchio davanti a loro e, con una voce maschile, afferma di essere il demone Asmodeo, entrato nel copro della superiore grazie a Grandier.
Atto II
Mentre Grandier si sposa segretamente con Philippe, padre Barre, Adam e Mannoury esaminano suor Jeanne e la voce del coinvolgimento del canonico in episodi di possessione demoniaca si diffonde rapidamente. I tentativi di esorcismo di padre Barre si rivelano vani. Il pubblico ministero Guillaume de Cerisay e D'Armagnac tentano di mettere in guardia Grandier, ma il prete rifiuta il loro aiuto, sia perché in parte è convinto che la vicenda si sgonfierà da sola, sia perché è un uomo esausto dalla vita e dalle tendenze autodistruttive. Il suo umore è ulteriormente esacerbato dalla notizia della gravidanza di Phillipe, una notizia che pone definitivamente una fine ai suoi sogni di una vita domestica e lieta, dato che il bambino inevitabilmente smaschererà la sua relazione con la giovane. Suor Jeanne intanto coinvolge anche le consorelle nella accuse contro il canonico, raccontando ai suoi esaminatori di essere state tutte possedute - sia spiritualmente che carnalmente - da dei diavoli nella cappella.
Come predetto da Grandier, la situazione sembra volgersi a suo favore: non solo il re si è opposto alla decisione di Richelieu di abbattere le mura, ma il medico dell'arcivescovo ha liquidato le accuse delle suore come dei casi di isteria, non ritenendole realmente vittime di attacchi da parte di Satana, né tantomeno di Grandier. I padri Barre e Mignon (il nuovo direttore spirituale delle Orsoline) sono indignati dal disinteresse dell'arcivescovo e dal suo approccio troppo scientifico, anche se Mignon comincia ad essere scettico sulle confessioni di suor Jeanne. Proprio quando stanno per abbandonare il caso e Barre per tornare nella propria parrocchia, suor Jeanne ha la sua prima crisi da diversi giorni e comincia a parlare non solo con la voce di Asmodeo, ma rivela di essere posseduta da altri sei demoni: Leviatano, Berith, Isacaron, Elymi, Zabulon ed Eazaz. La fiducia di Barre e Mignon nelle suore viene rafforzata, ma l'opinione generale è ormai a loro sfavore e la possessione delle religiose viene osservato dai cittadini come una messa in scena grottesca.
La città di Loudun riceve la visita del principe Enrico di Borbone-Condé, che assiste divertito al numero delle suore e si fa apertamente gioco di loro smascherando la finzione della loro messa in scena con una falsa reliquia; coinvolti dall'isteria di massa (o, semplicemente, mentendo) i padri Mignon e Rangier cominciano a dare segni di possessione, ma l'interesse di Enrico è ormai altrove. Tornato a Parigi, il principe si incontra con Luigi XIII, Richelieu e Louis Phélypeaux, che decidono di ignorare il suo parere e procedere con le accuse contro Grander. Questo non tanto perché siano intimoriti dalle accuse di stregoneria, quanto più per sbarazzarsi di un avversario politico che fomenta l'opposizione alla volontà reale di abbattere le mura della città. D'Armagnac riceve la notizia che Loudun dovrà abbattere le mura e rinunciare quindi al rango di città vera e propria, mentre Grandier, riavvicinatosi a Dio dopo un'esperienza mistica immerso della natura, viene arrestato per stregoneria.
Atto III
Grandier trascorre una notte insonne nella sua cella a causa del baccano che la folla fa in piazza mentre aspetta la sua esecuzione. Un prete, padre Ambrose, un uomo semplice, porta un po' di conforto al canonico e gli suggerisce, ora che si è riavvicinato a Dio, di non temere che il dolore e l'umiliazione imminente lo allontanino da Lui, ma anzi di offrirglielo. Intanto anche suor Jeanne trascorre una notte insonne, in preda al dubbio e alla colpa, chiedendosi se le voci dentro di lei fossero davvero quelle del diavolo o solo del desiderio represso troppo a lungo. A Grandier vengono letti i capi d'accusa e poi viene spogliato della talare e gli viene rasato il capo per la lettura della sentenza: egli viene condannato a morte come uno stregone e, prima del rogo, sarà sottoposto a tortura ordinaria e straordinaria. Grandier chiede una pena più mite ma, sentendo che gli verrebbe accordata solo in caso di confessione, il canonico rifiuta.
Nel convento di Sant'Ursula le suore trovano la loro Madre Superiora intenta in pensieri suicidi e la convincono a desistere. Grandier viene sottoposto alla tortura dello stivaletto ma anche dopo che gli sono state fratturate le gambe rifiuta di firmare la confessione, ritenendo immorale confessare e pregando Dio che il dolore non lo distragga dalla speranza della salvezza. Infine, il canonico viene portato in processione verso la piazza e i suoi aguzzini fermano la parata davanti al convento delle orsoline: qui, suor Jeanne e Grandier si vedono per la prima volta di persona e, alla richiesta di chiedere perdono per i suoi peccati contro le suore, il canonico risponde che pregherà per i loro peccati. Infine, Grandier viene arso vivo e al suo supplizio assistono tutti i personaggi, inclusa una Philippe molto incinta e sposata a un uomo anziano e lascivo. A notte inoltrata, soltanto suor Jeanne vaga per la città tormentata dalla colpa e vede dei suoi concittadini contendersi le reliquie di Grandier da usare per dei sortilegi.

## Rappresentazioni e adattamenti

### Il dramma a teatro
I diavoli fece il suo debutto sulle scene all'Aldwych Theatre di Londra il 20 febbraio 1961, in un allestimento prodotto dalla Royal Shakespeare Company, dato che la pièce era stata commissionata dal suo direttore artistico Peter Hall. Diretto da Peter Wood, I diavoli annoverava nel cast Dorothy Tutin nel ruolo di suor Jeanne degli Angeli, Richard Johnson nella parte di Grandier, Diana Rigg nelle vesti di Philippe e Roy Dotrice come padre Ambrose. Il dramma ottenne un discreto successo e fu portata anche in tour e a Stratford-upon-Avon con lo stesso cast.
La prima statunitense è del 1963, quando il dramma fu portato in scena all'Arena Stage di Washington dopo che Whiting revisionò il suo stesso testo. Due anni più tardi, nel novembre 1965, I diavoli debuttò a Broadway e rimase in cartellone al Broadway Theatre per 75 repliche fino all'8 gennaio 1966. Diretta da Michael Cacoyannis, la pièce aveva per protagonisti Anne Bancroft e Jason Robards nei ruoli di suor Jeanne e Grandier, mentre alcuni dei ruoli minori erano interpretati da Albert Dekker (Barre) e James Coco (fognaiolo); Zoe Caldwell era la sostituta della Bancroft. Nel 1967 un allestimento de I diavoli inaugurò il Mark Taper Forum di Los Angeles con Frank Langella nel ruolo di Grandier.

### Adattamenti
Insieme al testo di Huxley a cui è ispirato, I diavoli è stato la fonte letteraria per la prima opera del compositore polacco Krzysztof Penderecki, Die Teufel von Loudun (I diavoli di Loudun), portata in scena per la prima volta al teatro dell'opera di Amburgo nel 1969. Sempre insieme al romanzo di Huxley, il dramma è stato adattato per il grande schermo da Ken Russell, che nel 1971 diresse l'omonimo film.